# Paul Caso
Pour les articles homonymes, voir Caso (homonymie).
Paul Caso alias Lancelot, de son vrai nom Paul Casimir, est un critique d’art belge, chroniqueur au journal Le Soir, né en 1924 à Bruxelles et mort le 4 juin 2000.

## Biographie
Paul Caso est professeur de philosophie des styles, de 1955 à 1977, à l’Académie royale des beaux-arts de Bruxelles, et critique d’art et chroniqueur au journal Le Soir de 1948 à 2000.
Il a également écrit une cinquantaine de livres : un recueil des Rendez-vous de Lancelot, des essais sur les dessins d’écrivains, les arts décoratifs, de nombreuses monographies et un ouvrage de synthèse : Un siècle de peinture wallonne de Félicien Rops à Paul Delvaux.
C’est lui qui, en 1956, crée le concours de dessin du Soir, réservé aux enfants et dont le succès ira sans cesse croissant. Il crée aussi un concours de poésie (la pêche aux trésors) dans le Soir Jeunesse, supplément dont il fut le concepteur dans le journal Le Soir. Plusieurs poètes de grand talent en furent les lauréats comme adolescents.
Il est un pastelliste de grand talent dont l'œuvre est encore méconnue.

## Quelques-unes de ses œuvres
- Un siècle de peinture wallonne de Félicien Rops à Paul Delvaux
- Dessins d’écrivains de Victor Hugo à Jean Cocteau
- Henri Matisse
- La vie tragique d’Utrillo
- Szymkowicz A. - 50 ans d’amour et de peinture - Préface de Jacques Attali - textes de Léo Ferré et de Paul Caso
- Les dessins de Somville
- Préface du Catalogue raisonné de l’œuvre gravé complet de Joseph Bonvoisin
- La femme, dessins de Royer alias Raoul Debroeyer
- Dessins d’enfants
- Dubrunfaut - Au rythme de la vie - Dessins 1938-1980 (Edmond Dubrunfaut)
- Poèmes
- Claude Lyr, l’œuvre gravé
- Rik Slabbinck, peintre solaire
- Gustave Camus ou la plénitude
- Chales De Coorde ou le réalisme sensible
- Marcel Lucas. Un rêve de bâtisseur
- Louis Henno ou la grande aventure de la Peinture belge
- Mary Dambiermont (Éditions Arts & Voyages, 1975).
- Le bestiaire de Mary Dambiermont: Mary's blue Ark (Éditions d'Art Lucien De Meyer, 1979).
- Maurice Carlier, pionnier de la sculpture abstraite
- monographie Pierre Thévenet (peintre belge)
- monographie Eugène de Bie (peintre belge)
- monographie Eliane de Meuse (peintre belge)
- monographie Louis Leloup (artiste verrier belge)
- monographie Luc Perot, 1922-1985
- monographie Charles Counhaye (peintre belge)
- Marie Howet, Bruxelles, Editions Dutilleul, 1956
- monographie Fernand Poncelet[1] (peintre belge)
- monographie Albert Pinot (1875-1962) (peintre belge)
- monographie Paul-Auguste Masui